# Alta Trinità Beata
Alta Trinità Beata est un cantique italien anonyme du XIIIe siècle, appartenant au genre de la lauda spirituelle, bien que parfois classé comme motet. Cette composition originale et ses arrangements polyphoniques à quatre voix (SATB), sans accompagnement instrumental, célèbrent la Sainte Trinité à travers un texte en langue vernaculaire italienne. Connue pour sa simplicité et sa beauté mélodique, elle est l’une des œuvres sacrées les plus emblématiques de la fin du Moyen Âge et du début de la Renaissance.

## Histoire

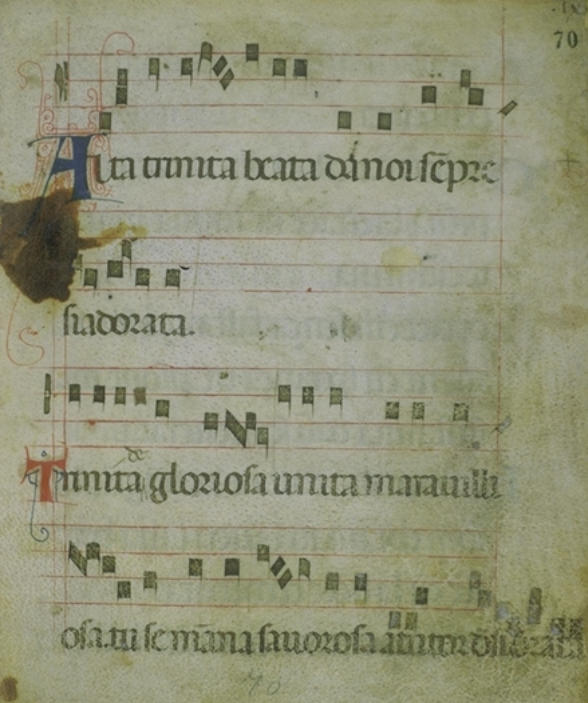
La version plus ancienne dans le Laudaire de Cortone présente une mélodie plus ancienne sensiblement différente.

Alta Trinità Beata est une œuvre anonyme, probablement composée en Italie au XIIIe siècle, dans le contexte des laudes spirituelles, un genre populaire de chants dévotionnels en langue vernaculaire. Ces laudes, souvent chantées par des confréries religieuses ou des fidèles lors de processions, se distinguaient des motets latins plus formels de la liturgie officielle. Le manuscrit le plus ancien se trouve dans le Laudaire de Cortone (1290) et le texte est repris sur une mélodie sensiblement différente dans le Laudaire de Florence, une collection de manuscrits de Lodi Spirituali datée de 1336 et conservée comme MS. II. 1. 122 à la Bibliothèque nationale centrale de Florence. Malgré une erreur de lecture qui changea le titre à Alla Trinità Beata, la première publication connue de la partition remonte à 1782, dans la General History of Music de Charles Burney à Londres. La musique a été utilisée plus tard outre-Atlantique dans divers hymnes en langue anglaise tels que l'hymne pour la fête des bienheureux martyrs (Blessed Feasts of Blessed Martyrs). En Europe, le cantique est remis au goût du jour après la Révolution par les concerts historiques organisés par François-Joseph Fétis à Paris en 1830.
L’œuvre s’inscrit dans la tradition des laudi spirituali, qui florissaient à Florence et dans d’autres villes italiennes à la fin du Moyen Âge. Son style polyphonique simple, proche du cantus figuralis, préfigure les chorals protestants ultérieurs. Il inspire aujourd'hui encore des compositeurs comme Jouni Kaipainen qui en propose une nouvelle harmonisation en 1994.
Bien que l’auteur reste inconnu, le texte et la musique reflètent l’influence des mouvements dévotionnels, notamment ceux liés à la célébration de la Sainte Trinité.

## Texte et structure
Le texte d’Alta Trinità Beata est une louange à la Sainte Trinité, rédigée en italien médiéval avec une structure rimée. Voici un extrait du texte original, dont seulement le premier couplet est repris aujourd'hui, mais dont le Laudario de Florence propose deux autres couplets :
« Alta Trinità beata, da noi semper adorata, 
 Trinità gloriosa, unità maravigliosa, 
 Tu sei manna saporosa e tutta desiderosa. »
« Haute et sainte Trinité, toujours adorée par nous, 
 Trinité glorieuse, unité merveilleuse, 
 Tu es la manne savoureuse et pleinement désirée. »
« Da' a nui, maiestade eterna,
 deitate sempiterna,
 la citade k'è superna 
 chiaramante illuminata. 

Noi credemo sanza fallanza, 
 amamente, cum speranza, 
 tre persone, una substantza, 
 dalli sancti venerata. »
« Éternelle Majesté,
 divinité éternelle,
 donne-nous la cité céleste,
 brillante de lumière.
 Nous croyons sans l'ombre d'un doute,
 fermement et avec espérance,
 en trois personnes, une seule substance,
 adorée par les saints. »
La composition est structurée en deux sections répétées sans variations, une caractéristique typique des laudes de l’époque. La mélodie, en sixième mode, harmonisée en fa majeur, est simple et accessible, adaptée à un chœur mixte (SATB) sans accompagnement instrumental, ce qui reflète son usage dans des contextes dévotionnels populaires. Cette simplicité mélodique et la clarté du texte en font une œuvre particulièrement émouvante, souvent décrite comme « touchant les cœurs ».

## Importance musicale
Alta Trinità Beata est reconnue pour son rôle de transition entre la musique sacrée médiévale et les formes polyphoniques de la Renaissance. Son style, proche du cantus figuralis, combine la simplicité des mélodies populaires avec une polyphonie modeste, qui s'est adaptée facielement aux chorals protestants. Cette œuvre illustre l’évolution des pratiques musicales dans les confréries religieuses italiennes, où la musique servait à la fois de prière et d’outil pédagogique pour les fidèles.
La composition a été largement reprise et arrangée, notamment pour des ensembles vocaux modernes, comme en témoigne son inclusion dans le répertoire de chœurs tels que le Cornelius Burgh Chor ou la Chorale Mélisande,. Des versions instrumentales existent également, comme l’arrangement pour ensemble de cuivres réalisé pour des concerts religieux.

## Utilisation liturgique et culturelle
Alta Trinità Beata est traditionnellement associée à la Fête de la Sainte-Trinité, célébrée le premier dimanche après la Pentecôte dans les Églises occidentales. Son texte, centré sur la louange de la Sainte Trinité, en fait un choix privilégié pour les offices liturgiques dédiés à ce mystère. Dans les communautés luthériennes et catholiques, l’œuvre est parfois intégrée aux célébrations, bien qu’elle soit plus couramment exécutée dans des concerts de musique sacrée.
Au-delà de son usage liturgique, le cantique a une portée culturelle significative. Il est régulièrement interprété par des chœurs modernes, comme le Chœur de Dresde ou l’ensemble Divina Musica, et disponible sur des plateformes comme Spotify. Sa popularité perdure grâce à sa simplicité et à son expressivité, qui touchent un public varié, des amateurs de musique ancienne aux fidèles en quête de spiritualité.